# Pavel Trpák
Pavel Trpák (* 7. dubna 1958 Praha) je český politik a lékař, v letech 2008 až 2014 senátor za obvod č. 39 – Trutnov, v letech 2000 až 2008 a opět v letech 2012 až 2016 zastupitel Královéhradeckého kraje, člen ČSSD.

## Vzdělání, profese a rodina
Po maturitě na Střední průmyslové škole strojní v Praze vystudoval Fakultu všeobecného lékařství Univerzity Karlovy v Praze. Poté dosáhl I. a II. atestace v oborech gynekologie a porodnictví.
Lékařskou praxi vykonával ve Vlašimi, Voticích a Trutnově. Od roku 1993 je soukromých lékařem v Trutnově.
Je podruhé ženatý, má tři syny – Václava, Pavla a Jana.

## Politická kariéra
Členem ČSSD je od roku 1995. V letech 1994 až 2002 byl členem zastupitelstva města Trutnova. Ve funkčním období 2004 – 2008 byl zastupitelem Královéhradeckého kraje. V senátních volbách 2002 neúspěšně kandidoval do senátu v obvodu č. 39 – Trutnov, když byl ve druhém kole poražen občanským demokratem Ivanem Adamcem, který získal 57,05 % hlasů.
V roce 2008 se znovu rozhodl kandidovat do horní komory Parlamentu ČR. V prvním kole byl opět poražen starostou Trutnova Ivanem Adamcem z ODS, když Pavel Trpák získal 27,56 oproti 30,67 % hlasů pro pravicového kandidáta. Ve druhém kole se situace obrátila a sociální demokrat získal senátorský mandát díky 52,86 % všech platných hlasů. V senátu byl členem Výboru pro zahraniční věci, obranu a bezpečnost.
V komunálních volbách v roce 2014 obhájil za ČSSD díky preferenčním hlasům post zastupitele města Trutnova. Ve volbách do Senátu PČR v roce 2014 obhajoval za ČSSD mandát senátora v obvodu č. 39 – Trutnov. Se ziskem 12,88 % hlasů však skončil na 3. místě a nepostoupil tak ani do kola druhého.
V krajských volbách v roce 2016 obhajoval za ČSSD post zastupitele Královéhradeckého kraje, ale neuspěl.

## Ztráta imunity
Po vstupu do horní komory vyplynulo na povrch obvinění z ublížení na zdraví z nedbalosti, kterého se měl Pavel Trpák dopustit při výkonu pohotovostní služby v trutnovské nemocnici v květnu 2007, když došlo k úmrtí novorozence po porodu. Senát na žádost státního zástupce senátora zbavil imunity dne 28. ledna 2009. Dne 9. listopadu 2009 se konalo u Okresního soudu v Trutnově hlavní líčení a byl vyhlášen rozsudek, kterým se Pavel Trpák odsuzuje k podmíněnému trestu ve výměře deset měsíců vězení s odkladem na 1,5 roku pro trestný čin ublížení na zdraví. Senátor se svým advokátem odvolal ke Krajskému soudu v Hradci Králové, který rozsudek v celém rozsahu zrušil a nově rozhodl tak, že obžalovaný MUDr. Pavel Trpák se zprošťuje obžaloby, a to na základě komplexního posouzení případu a vyslechnutí řady soudních znalců.